# Jaguar XK 120C

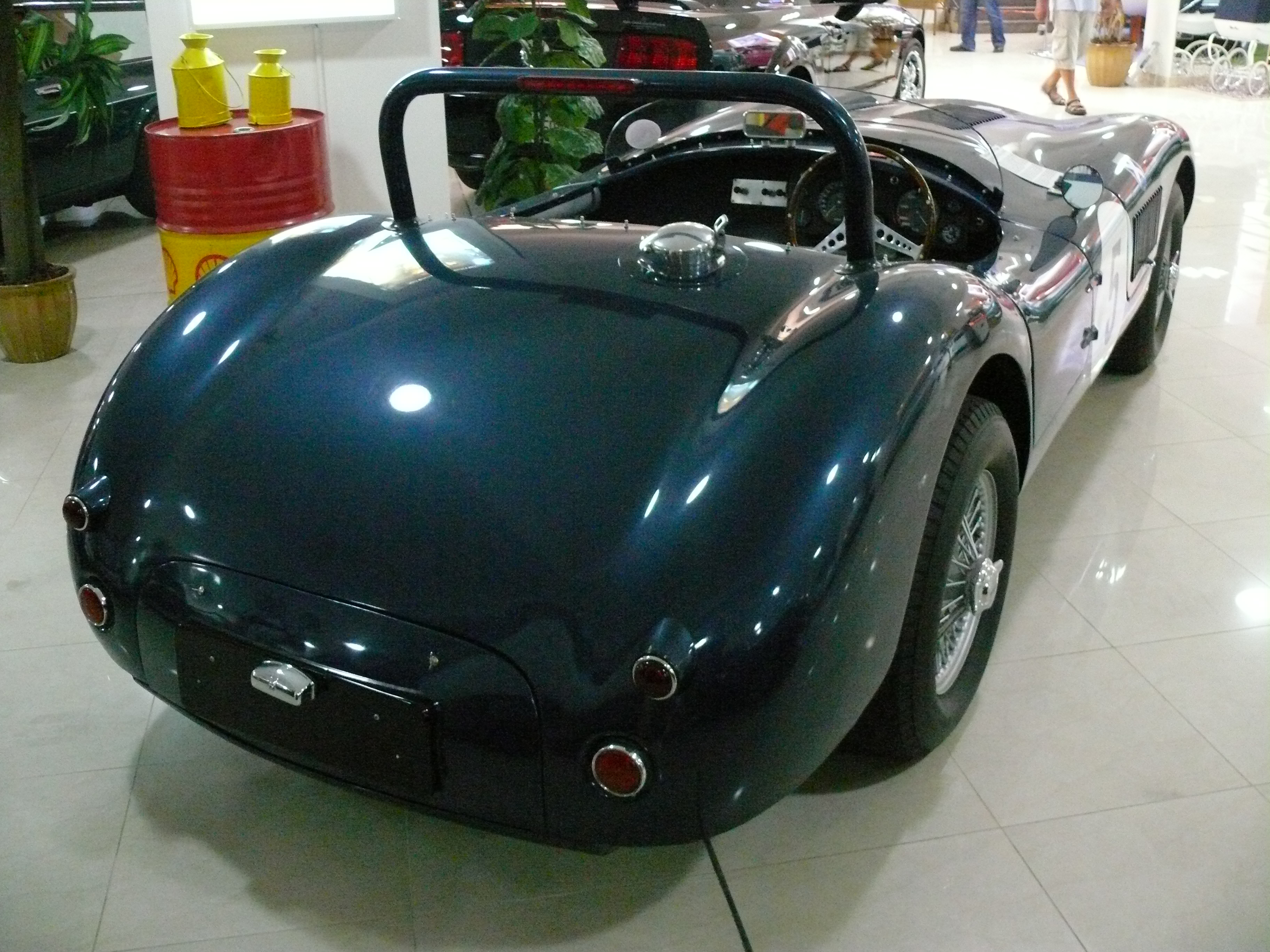
Jaguar XK 120C

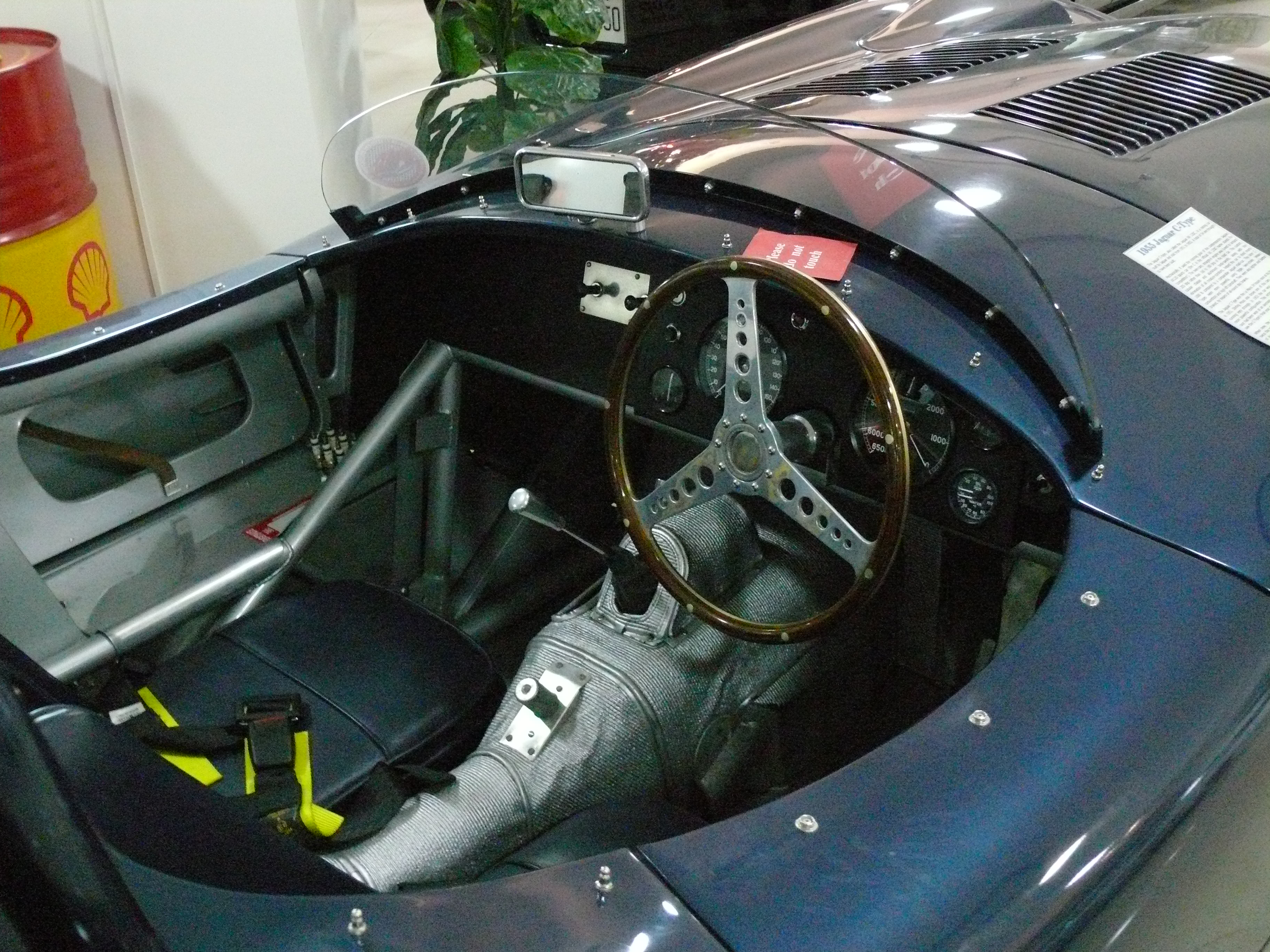
Interiér Jaguar „C-type“

Jaguar XK 120C, také známý jako C-Type byl závodní speciál vyráběný britskou automobilkou Jaguar Cars od roku 1951 do roku 1953, kdy byl představen model D-Type. Bylo postaveno 54 exemplářů. C v názvu znamená slovo Competition (soutěžní).

## Konstrukce
Jaguar XK 120C vznikl na základě úspěšného sportovního modelu XK 120 pro potřeby značky Jaguar mít svůj závodní stroj v prestižních vytrvalostních závodech. V roce 1950 neuspěl speciálně upravený model XK 120 ve 24hodinovém závodě v Le Mans, ovšem bylo jasné, že při odlehčení a zlepšení aerodynamiky mají vůz i motor vítězný potenciál. Proto byl v roce 1951 navržen designérem Malcolmem Sayerem, který později navrhoval karoserie i pro modely D-type a E-type, model XK 120C. Sayer využil zkušeností plynoucích z jeho práce u letecké firmy Bristol a navrhl lehkou aerodynamickou karoserii, zhotovenou z hliníku. Pod kapotou se ukrýval vyladěný dvouvačkový řadový šestiválec XK s modernizovanými hlavami válců, dvěma karburátory SU nebo v budoucnu Webber o objemu 3442 cm³. Díky novým vačkám a vyššímu kompresnímu poměru vzrostl jeho výkon ze 119 kW (159 koní) na 152 kW (205 koní). Vůz dostal nové trubkové šasi, hřebenové řízení, zesílené přední zavěšení a příčnou torzní tyč vzadu. Jednou z největších inovací bylo od roku 1952 užití kotoučových brzd na všechna čtyři kola, na jejichž vzniku se podílela firma Dunlop. Přesto byl výsledný vůz velmi podobný původnímu modelu XK 120.

### Interiér
Kokpit vozu byl velmi stísněný, kvůli ušetření co nejvíce hmotnosti. Posádka musela nastupovat pouze přes jedna malá dvířka na straně řidiče, která se stejně jako volant nacházela vždy na pravé straně. Tlustý volant s velkým průměrem ležel řidiči doslova v klíně, kvůli velmi krátkému převodu řízení. Spolujezdec navíc čelil nebezpečí v podobě výfukového potrubí uloženého v levém prahu vozidla a kde hrozilo bolestné popálení. Před nepříznivým počasím byli jezdci chráněni pouze nízkým předním sklem.

## Závodní historie

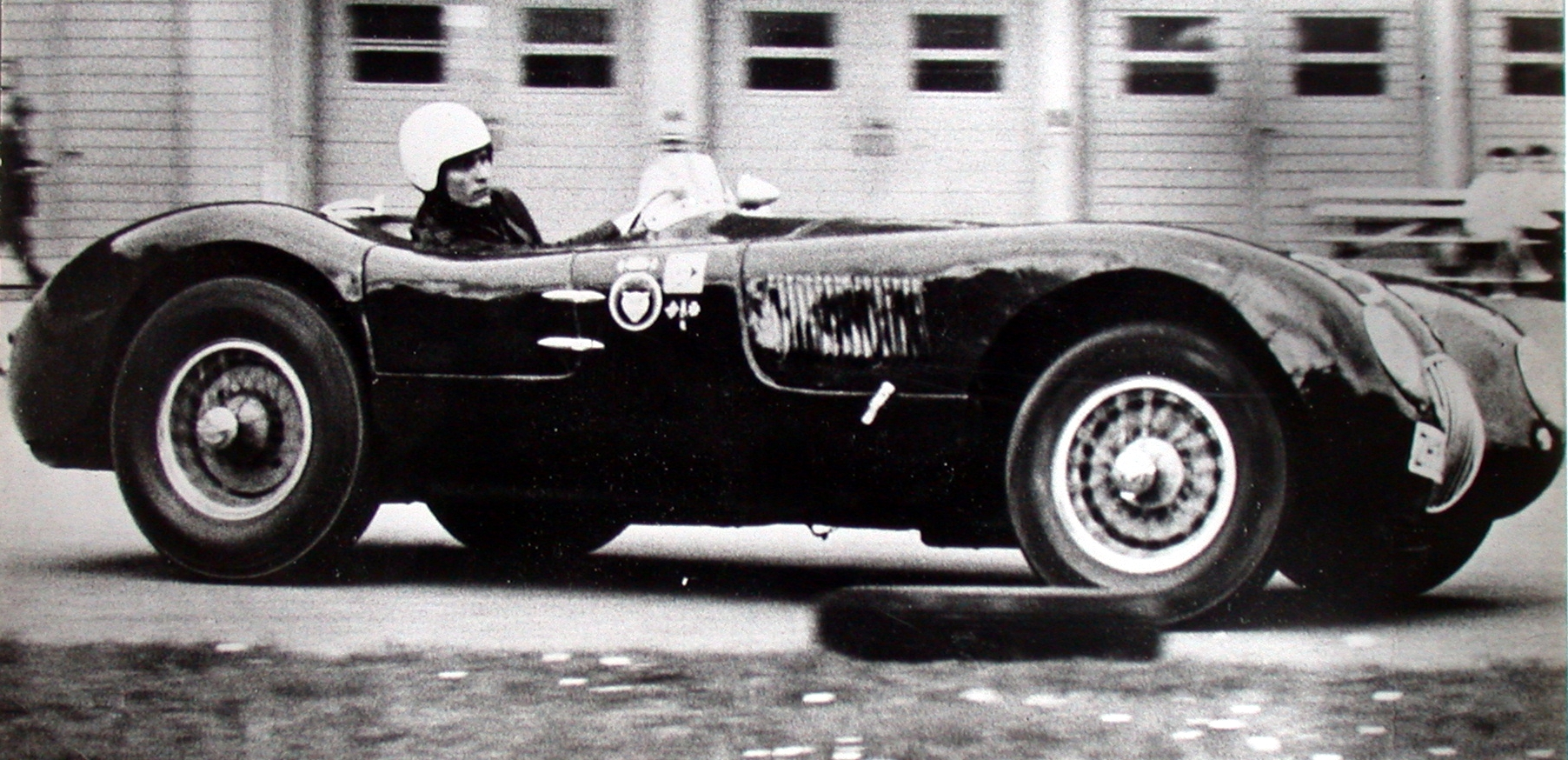

Poprvé se typ C představil na 24hodinovém závodu v Le Mans v roce 1951 spolu se třemi upravenými modely XK 120. Ty byly nasazeny pro případ, že by modely C-type, které byly nasazeny soukromými stájemi měly poruchu nebo nedokončily závod a udělaly tak automobilce Jaguar špatnou reklamu. Model C-type však předčil všechna očekávání ze strany vedení, když závod vyhrál s průměrnou rychlostí 150 km/h. Pilotovala ho dvojice Peter Walker a Peter Whitehead. Druhý startující vůz dojel na jedenáctém místě. K tomu navíc jezdec Stirling Moss ustanovil nový rekord tratě s rychlostí 168,23 km/h v jednom z kol. Z obav před konkurenčními vozy značky Mercedes nastoupila v roce 1952 trojice vozů s novou prodlouženou a sníženou přední částí vozu, která měla zlepšit ovládání a max. rychlost vozu. To se ukázalo jako velmi špatné řešení, protože delší příď neobsahovala dostatek ventilačních otvorů a všechny vozy byly nuceny kvůli problémům s přehříváním odstoupit. V tomto roce ovšem vůz C-type s konvenční přídí vyhrál kratší 12hodinový závod ve francouzské Remeši a zapsal se tak do historie jako první vůz s kotoučovými brzdami, který zvítězil. V roce 1953 vozy dosáhly za celou svoji kariéru největších úspěchů, jelikož do cíle závodu v Le Mans dojely všechny tři posádky. Na prvním místě se umístil vůz s číslem 18 řízený dvojicí Tony Rolt a Duncan Hamilton. Ti navíc jako první v historii závodu v Le Mans překročily rychlost 160 km/h (100 mph). Druhý skončil vůz číslo 17 pilotovaný Stirlingem Mossem a na čtvrtém místě dojel vůz s číslem 19 (Whitehead/Stewart). V sezóně 1954 již C-type nastupoval společně se svým následovníkem, modelem D-type, kterým byl později zcela nahrazen. I když se stačilo vyrobit pouze 54 exemplářů, některé z nich se dostaly do rukou soukromých vlastníků (např. Duncan Hamilton, Phil Hill nebo Juan Manuel Fangio) kteří jim přiřkli charakter skvělého silničního vozu. Dodnes se dochovalo pouze několik původních vozů, ovšem je v současnosti oblíbeným terčem výrobců replik.